# Helen Owen (mannequin)
Ne doit pas être confondu avec Helen Owen.
Pour les articles homonymes, voir Owen.
Helen Owen est un mannequin anglo-américain née le 8 décembre 1992 à Bristol en Angleterre.

## Biographie
Helen Owen a grandi à San Francisco en Californie. Elle est diplômée de l'université de Californie à Los Angeles.
Elle est essentiellement un modèle pour bikini et est découverte après avoir été élue GQ comme la « Instagrameuse de la semaine ». Elle possède 1,6 million de followers sur Instagram.
En 2019, elle lance sa propre marque de maillots de bain pour les magasins en ligne PQ Swim et Revolve.